# Буџа
Буџа (Будија) је мушко лично име старогрчког порекла. Оно долази из назива „βυθός“ и у преводу значи „дно мора“, „дубина мора“, „врх брда“ или „висина брда“.
Међутим, у српском језику се реч буџа много чешће употребљава да означи врло богату и утицајну особу.